# Reconstrucción de placas
Este artículo describe técnicas; para conocer la historia del movimiento de las placas tectónicas, consulte Historia geológica de la Tierra.
La reconstrucción de placas es el procedimiento mediante el cual se restablecen las posiciones relativas de las placas tectónicas entre sí o en relación con otros marcos de referencia, como el campo magnético terrestre o grupos de puntos calientes, en períodos geológicos pasados. Este proceso es fundamental para determinar la forma y composición de los antiguos supercontinentes y ofrece una base sólida para las reconstrucciones paleogeográficas.

## Definición de los límites de las placas

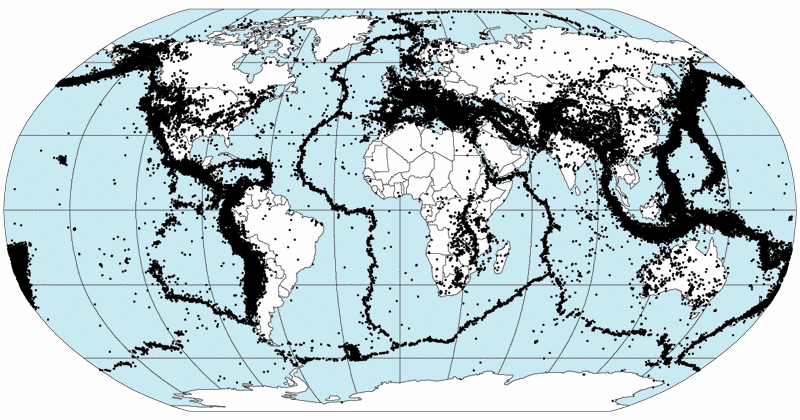
Epicentros de terremotos de 1963 a 1998

Una parte fundamental de la reconstrucción de configuraciones de placas anteriores consiste en establecer los límites de las zonas de la litosfera que han funcionado de manera independiente en algún momento del pasado.

### Límites de placas actuales
La mayoría de los límites de placas actuales son fácilmente identificables a partir del patrón de sismicidad reciente. Esto ahora está respaldado por el uso de datos geodésicos, como GPS/GNSS, para confirmar la presencia de un movimiento relativo significativo entre las placas.

### Más allá de los límites de las placas
La identificación de los límites de placas que han existido en el pasado (aunque actualmente están inactivos) dentro de las placas actuales se fundamenta generalmente en la evidencia de un océano que ha cerrado. La línea que marcaba la ubicación del océano suele estar señalada por fragmentos de la corteza de dicho océano, que se encuentran en la zona de colisión, y que son conocidos como ofiolitas. La línea a través de la cual dos placas se unen para formar una única placa más grande se conoce como sutura.
En numerosos cinturones orogénicos, la colisión no ocurre únicamente entre dos placas, sino que implica la acumulación secuencial de terrenos más pequeños. Los terrenos son fragmentos menores de corteza continental que han quedado atrapados en un proceso orogénico, como fragmentos continentales o arcos de islas.

## Marcos de referencia
Los movimientos de las placas, tanto los que se observan en la actualidad como los del pasado, se relacionan idealmente con un marco de referencia que facilita el cálculo de otros movimientos de las placas. Por ejemplo, una placa central, como la placa africana, puede tener los movimientos de las placas adyacentes referidos a ella. A través de la composición de reconstrucciones, es posible reconstruir placas adicionales a la placa central. A su vez, la placa de referencia puede ser reconstruida, junto con las otras placas, según otro marco de referencia, como el campo magnético de la Tierra, que se determina a partir de mediciones paleomagnéticas de rocas de edad conocida. Se ha propuesto un marco de referencia de puntos calientes globales (véase, por ejemplo, a William Jason Morgan), pero actualmente hay evidencia de que no todos los puntos calientes son necesariamente fijos en sus ubicaciones relativas entre sí o en relación con el eje de rotación de la Tierra. Sin embargo, hay grupos de estos puntos calientes que parecen estar fijos dentro de las limitaciones de los datos disponibles, dentro de mesoplacas particulares.

## Polos de Euler
El desplazamiento de un cuerpo rígido, tal como una placa, sobre la superficie de una esfera puede ser caracterizado como una rotación en torno a un eje fijo (en relación con el marco de referencia seleccionado). Este eje de rotación se denomina polo de Euler. El movimiento de una placa se define completamente en función de su polo de Euler y la velocidad angular de rotación en torno a dicho polo. Los polos de Euler establecidos para los movimientos actuales de las placas pueden ser empleados para reconstruir las placas en el pasado reciente (hace unos pocos millones de años). En etapas anteriores de la historia de la Tierra, es necesario definir nuevos polos de Euler.

## Estimación de los movimientos de las placas en el pasado

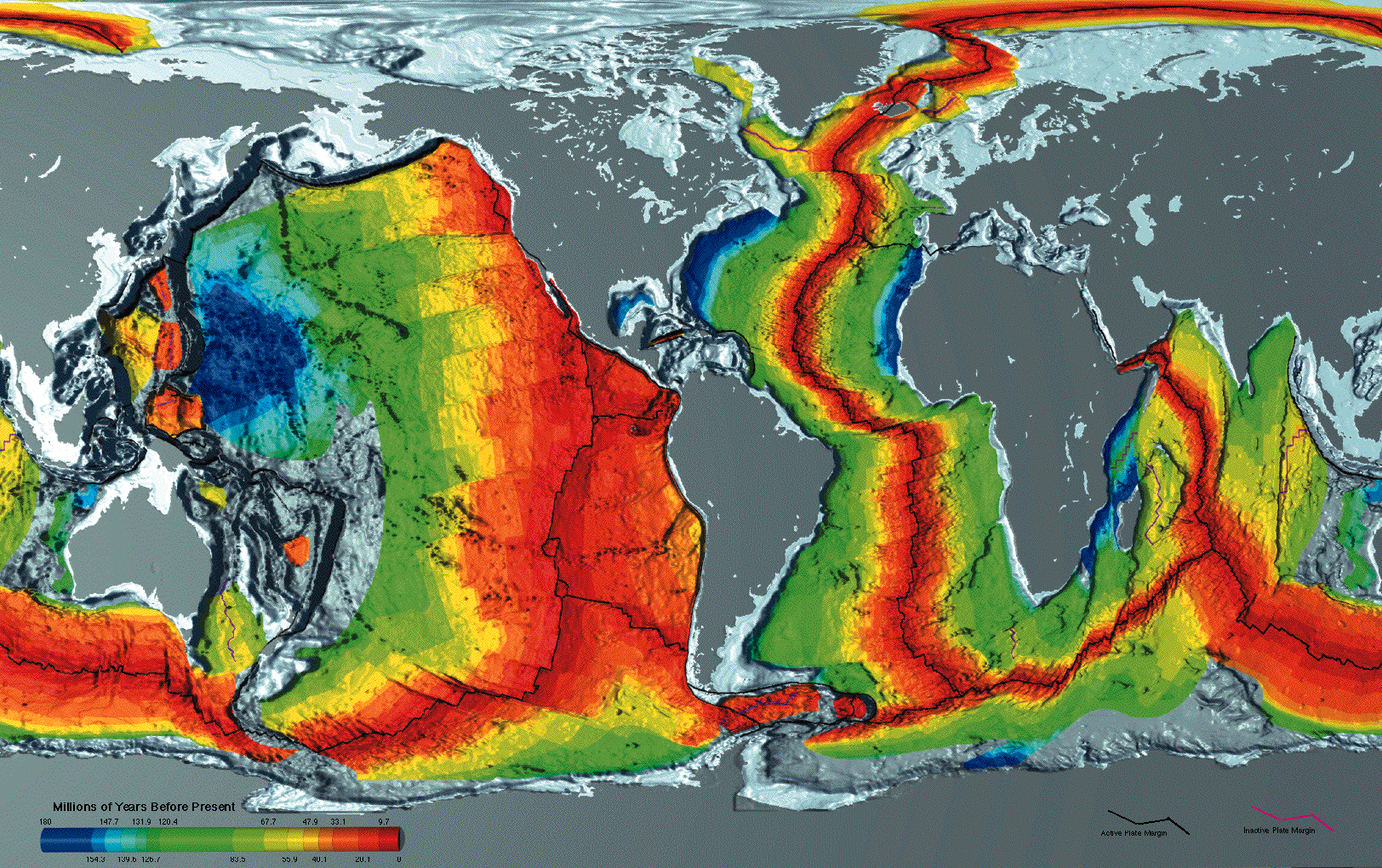
Edades de la litosfera oceánica

Para retroceder las placas en el tiempo, es imprescindible ofrecer datos sobre las posiciones relativas o absolutas de las placas que se están reconstruyendo, para que se pueda determinar un polo de Euler. Estos son métodos cuantitativos de reconstrucción.

### Coincidencia geométrica de los bordes continentales
Ciertos encajes entre continentes, especialmente el de Sudamérica y África, eran conocidos mucho antes de que se desarrollara una teoría que pudiera explicarlos de manera adecuada. La reconstrucción previa al rifting atlántico llevada a cabo por Bullard, que se basa en un ajuste de mínimos cuadrados en el contorno de 500 brazas, sigue proporcionando la mejor coincidencia con los datos del polo paleomagnético para ambos lados desde mediados del Paleozoico hasta el Triásico Tardío.

### Movimiento de las placas a partir de bandas magnéticas
Las reconstrucciones de placas en el pasado geológico reciente utilizan principalmente el patrón de franjas magnéticas en la corteza oceánica para eliminar los efectos de la expansión del fondo marino. Las franjas individuales están datadas mediante magnetoestratigrafía, de modo que se conoce su momento de formación. Cada franja (y su imagen reflejada) representa un límite de placa en un momento particular del pasado, lo que permite reposicionar las dos placas una respecto de la otra. La corteza oceánica más antigua es la Jurásica, lo que proporciona un límite de edad inferior de unos 175 Ma para el uso de dichos datos. Las reconstrucciones derivadas de este modo son sólo relativas.

### Reconstrucciones de placas a partir del paleomagnetismo

#### Datos paleomagnéticos: Muestreo
Los datos paleomagnéticos se obtienen tomando muestras orientadas de rocas y midiendo sus magnetizaciones remanentes en el laboratorio. Se pueden recuperar datos de buena calidad de diferentes tipos de rocas. En las rocas ígneas, los minerales magnéticos cristalizan a partir de la masa fundida y, cuando la roca se enfría por debajo de su temperatura de Curie, adquiere una magnetización termoremanente (TRM) en la dirección del campo magnético de la Tierra. En rocas sedimentarias, los granos magnéticos alinearán sus momentos magnéticos con la dirección del campo magnético durante o poco después de la deposición, lo que dará como resultado una magnetización remanente detrítica o post-detrítica (DRM). Una dificultad común con el uso de sedimentos clásticos para definir direcciones del campo magnético en el pasado es que la dirección del DRM puede rotar hacia el plano de estratificación debido a la compactación del sedimento, lo que resulta en una inclinación que es menos profunda que la inclinación del campo durante la deposición. Sin embargo, el error de aplanamiento de la inclinación se puede estimar y corregir mediante experimentos de redeposición, mediciones de anisotropía magnética y el uso de modelos teóricos para la dispersión de direcciones paleomagnéticas. Las rocas metamórficas normalmente no se utilizan para mediciones paleomagnéticas debido a las complejidades relacionadas con la adquisición de remanencia, incertidumbres en la edad de magnetización y alta anisotropía magnética.
Un estudio paleomagnético típico muestrearía una gran cantidad de unidades de roca independientes de edad similar en ubicaciones cercanas y recolectaría múltiples muestras de cada unidad para estimar errores de medición y evaluar qué tan bien el conjunto de datos paleomagnéticos obtenido muestrea la variación secular geomagnética. Se utilizan técnicas de desmagnetización progresiva para identificar componentes de magnetización secundaria (por ejemplo, sobreimpresiones magnéticas que podrían haberse impartido en la roca debido a alteración química o recalentamiento) y para aislar la magnetización primaria, que registra la dirección del campo magnético en el momento en que se formó la roca. Normalmente se realizan varias pruebas paleomagnéticas y magnéticas de rocas para establecer la naturaleza primaria de la magnetización remanente aislada. Las direcciones paleomagnéticas recuperadas se utilizan para derivar polos paleomagnéticos, que proporcionan restricciones sobre la posición latitudinal del bloque de la corteza del que se tomaron las muestras de roca y su orientación original con respecto a las líneas de longitud.
Se pueden obtener datos paleomagnéticos de buena calidad en la Base de Datos Paleomagnética Global, a la que se puede acceder desde el Centro Mundial de Datos A en los EE. UU. en Boulder, Colorado.

#### Polos paleomagnéticos
Un polo paleomagnético se define tomando la dirección promedio de la magnetización remanente primaria de las rocas muestreadas (expresada como la declinación e inclinación medias) y calculando la posición de un polo geomagnético para el campo de un dipolo magnético geocéntrico que produciría la dirección media observada en la localidad muestreada en sus coordenadas geográficas actuales. Una forma alternativa de definir los polos paleomagnéticos es calcular un polo geomagnético virtual (VGP) para cada unidad de roca individual y luego estimar la ubicación media de todos los VGP. Las estadísticas de Fisher sobre la esfera se utilizan normalmente para obtener la dirección media de magnetización o la ubicación media de VGP y para estimar sus incertidumbres. Ambos enfoques se utilizan en estudios paleomagnéticos, pero se ha reconocido que promediar direcciones en lugar de vectores de remanencia completos puede conducir a estimaciones sesgadas de la dirección media del campo paleomagnético, de modo que el cálculo de polos paleomagnéticos promediando VGP es actualmente la técnica preferida.

#### Aplicaciones a las reconstrucciones paleogeográficas

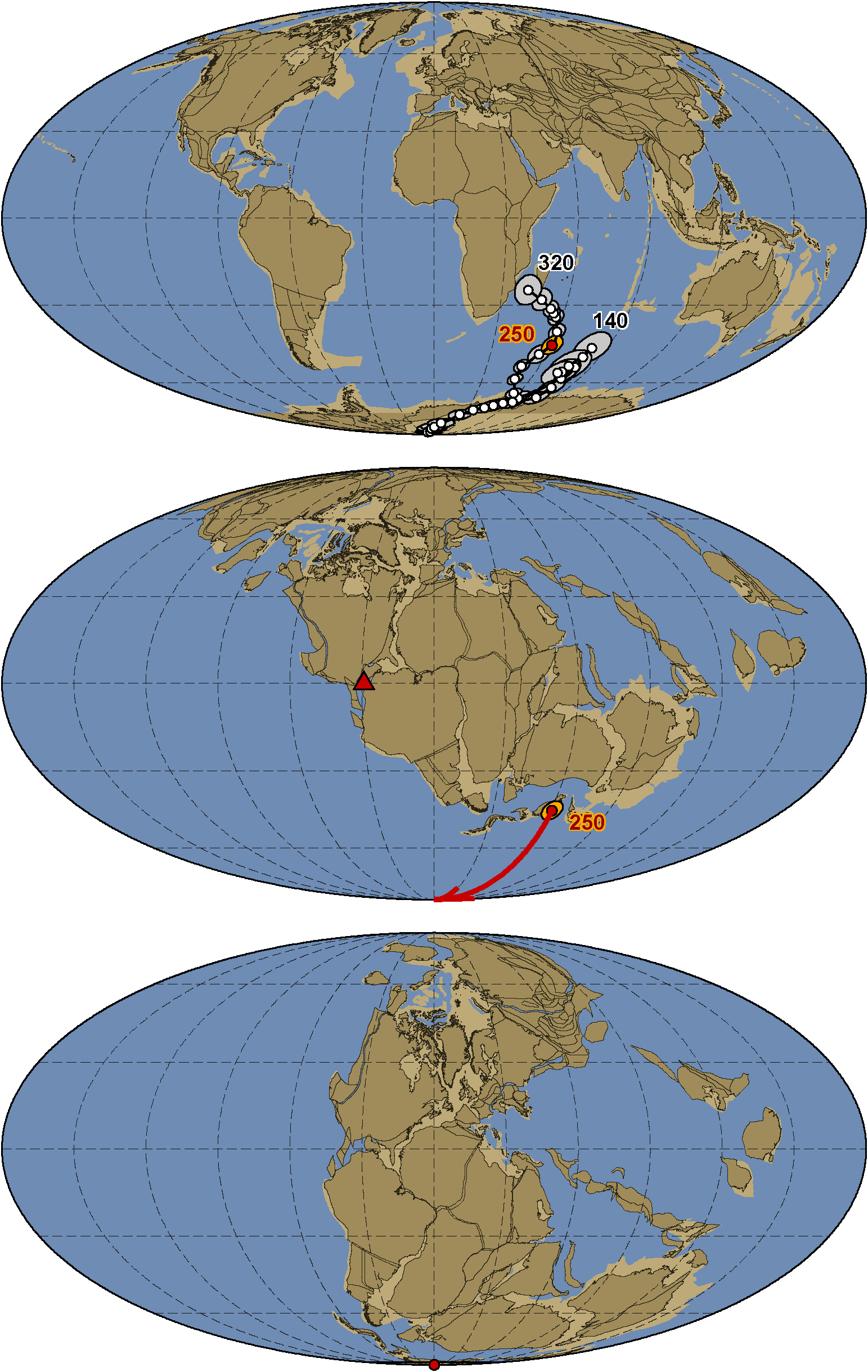
Reconstrucción paleogeográfica del supercontinente Pangea en el límite Pérmico-Triásico (250 Ma). Panel superior: APWP sintético para África (los polos paleomagnéticos del sur se muestran con sus óvalos de incertidumbre del 95%). El punto rojo resalta el polo paleomagnético de 250 Ma. Los datos de APWP son de Torsvik et al. (2012). Panel central: Todos los continentes están reunidos en la configuración de Pangea a 250 Ma utilizando las estimaciones de sus movimientos relativos, con África mantenida fija en su posición actual. El triángulo rojo muestra la posición del polo de Euler y la flecha roja indica la rotación que reconstruiría el polo paleomagnético al polo sur geográfico. Panel inferior: Se ha aplicado la rotación de Euler a Pangea, que ahora está reconstruida paleogeográficamente. La longitud se establece arbitrariamente para minimizar el movimiento longitudinal de África desde hace 250 Ma.

Los estudios paleomagnéticos de lavas geológicamente recientes (Plioceno a Cuaternario, 0-5 Ma) indican que cuando el campo geomagnético se promedia en escalas de tiempo de decenas de miles a millones de años, durante un período de tiempo lo suficientemente largo como para muestrear completamente la variación secular geomagnética, el campo promediado en el tiempo se puede aproximar con precisión por el campo de un dipolo axial geocéntrico (GAD), es decir, un dipolo magnético colocado en el centro de la Tierra y alineado con el eje de rotación de la Tierra. Por lo tanto, si un conjunto de datos paleomagnéticos ha muestreado suficiente tiempo para promediar la variación secular, el polo paleomagnético derivado de él puede interpretarse como una estimación de la ubicación del polo geográfico con respecto a la localidad de muestreo fijada en la posición geográfica actual.
La diferencia entre el polo paleomagnético y el polo geográfico actual refleja la posición paleogeográfica del bloque cortical que contiene el área muestreada en el momento en que se formaron las rocas estudiadas, incluyendo su latitud (paleolatitud) y orientación originales. Suponiendo que la dirección paleomagnética media corresponde a la del campo GAD, la paleolatitud del lugar de muestreo (λ) se puede derivar de la inclinación (I) de la dirección media utilizando una ecuación simple:
{\displaystyle \tan(\lambda )={\frac {1}{2}}\cdot \tan(I)}
La declinación media (D) da el sentido y la cantidad de rotación alrededor de un eje vertical que pasa por el área de muestreo, que debe aplicarse para restaurar su orientación original con respecto a las líneas de longitud. La paleolatitud de cualquier ubicación específica perteneciente al mismo bloque de la corteza se puede calcular como 90° menos la distancia angular entre esta ubicación y el polo paleomagnético, y la rotación del eje vertical local se puede estimar calculando la declinación esperada a partir de la posición del polo. Así, un polo paleomagnético define la posición y orientación paleolatitudinal de todo el bloque tectónico en un momento específico del pasado. Sin embargo, debido a que el campo GAD es azimutalmente simétrico respecto del eje de rotación de la Tierra, el polo no establece ninguna restricción sobre la longitud absoluta. Desde la perspectiva de las direcciones paleomagnéticas, el campo GAD tiene los mismos valores de inclinación y declinación a lo largo de una línea de latitud constante en todas las longitudes, de modo que cualquier longitud concebible sería una opción igualmente viable para la reconstrucción de un elemento tectónico si su posición paleogeográfica está restringida únicamente por datos paleomagnéticos.
Considerando que un polo paleomagnético se aproxima a la posición del polo geográfico con respecto al continente o terreno geológico a partir del cual fue determinado, la paleolatitud y la orientación se pueden restaurar encontrando una rotación (polo de Euler y ángulo de rotación) que reconstruya el polo paleomagnético al polo geográfico, y aplicando esta rotación al continente o terreno. De esta manera, el bloque de la corteza y su polo paleomagnético se reconstruyen utilizando la misma rotación de Euler, de modo que no se mueven uno con respecto al otro, el polo paleomagnético se coloca en el polo geográfico y el bloque de la corteza se restaura correctamente en latitud y orientación (es decir, con respecto al polo geográfico). Teniendo en cuenta que una rotación adicional alrededor del polo geográfico solo cambiará la longitud del bloque, pero su latitud y orientación con respecto a las líneas de longitud no se verán afectadas, la paleolongitud absoluta no se puede determinar en reconstrucciones basadas en el paleomagnetismo. Sin embargo, las longitudes relativas de diferentes bloques de la corteza se pueden definir utilizando otros tipos de datos geológicos y geofísicos que limitan los movimientos relativos de las placas tectónicas, incluidas las historias de expansión del fondo marino registradas por mis anomalías magnéticas marinas, la correspondencia de las fronteras continentales y los terrenos geológicos y los datos paleontológicos.

#### Trayectorias aparentes de desplazamiento polar
Los polos de diferentes edades en un mismo continente, placa litosférica o cualquier otro bloque tectónico se pueden utilizar para construir una trayectoria de desplazamiento polar aparente (APWP). Si las trayectorias de los fragmentos de corteza adyacentes son idénticas, esto se considera que indica que no ha habido movimiento relativo entre ellos durante el período cubierto por la trayectoria. La divergencia de las trayectorias de APW indica que las áreas en cuestión han actuado independientemente en el pasado, y el punto de divergencia marca el momento en el que se unieron. Se pueden construir APWP combinados o sintéticos rotando polos paleomagnéticos de diferentes placas en el marco de referencia fijado a una sola placa, utilizando estimaciones de los movimientos relativos de las placas. Para los tiempos posteriores al ensamblaje de Pangea (320 Ma), los APWP sintéticos a menudo se construyen en el marco de referencia fijado a la placa africana porque África ha ocupado una posición central en la configuración de Pangea y ha estado rodeada predominantemente por crestas en expansión después de la ruptura de Pangea, que comenzó a principios del Jurásico (aproximadamente 180 Ma).

#### Restricciones de longitud
Para una sola placa litosférica, el APWP refleja el movimiento de la placa con respecto al polo geográfico (cambios de latitud) y los cambios de su orientación con respecto a los paleomeridianos. Las longitudes de las reconstrucciones paleogeográficas basadas en APWP son inciertas, pero se ha argumentado que la incertidumbre se puede minimizar seleccionando una placa de referencia que se espera que se mueva menos en longitud a partir de la consideración de la teoría de tectónica de placas y vinculando las reconstrucciones de las placas restantes a esta placa de referencia utilizando las estimaciones del movimiento relativo de las placas. Por ejemplo, se ha demostrado que si se asume que no hay un movimiento longitudinal significativo de África desde el tiempo del ensamblaje de Pangea se llega a un escenario tectónico de placas razonable, en el que no se observan grandes movimientos coherentes de este a oeste de la litosfera continental en las reconstrucciones paleogeográficas.
Los APWP se pueden interpretar como registros de una señal combinada de dos fuentes de movimiento de las placas: (1) el movimiento de las placas litosféricas con respecto al manto de la Tierra y (2) el movimiento de toda la Tierra sólida (manto y litosfera) con respecto al eje de rotación de la Tierra. El segundo componente se conoce comúnmente como desplazamiento polar verdadero (TPW, por sus siglas en inglés) y en escalas de tiempo geológicas resulta de la redistribución gradual de las heterogeneidades de masa debido a los movimientos convectivos en el manto de la Tierra. Al comparar las reconstrucciones de placas basadas en el paleomagnetismo con las reconstrucciones en el marco de referencia del manto definido por puntos calientes durante los últimos 120 Ma, se pueden estimar los movimientos del TPW, lo que permite vincular las reconstrucciones paleogeográficas al manto y, por lo tanto, restringirlas en paleolongitud. Para las épocas anteriores del Mesozoico y el Paleozoico, las estimaciones de TPW se pueden obtener a través del análisis de rotaciones coherentes de la litosfera continental, lo que permite vincular la paleogeografía reconstruida con las estructuras a gran escala en el manto inferior, comúnmente conocidas como Grandes Provincias de Baja Velocidad de Ondas de Corte (LLSVP). Se ha argumentado que las LLSVP han sido estables durante al menos los últimos 300 Ma, y posiblemente por más tiempo, y que los márgenes de las LLSVP han servido como zonas de generación para las columnas del manto responsables de las erupciones de las Grandes Provincias Ígneas (LIP) y las kimberlitas. La correlación de las ubicaciones reconstruidas de las LIP y las kimberlitas con los márgenes de las LLSVP utilizando las rotaciones estimadas de TPW permite desarrollar un modelo autoconsistente para los movimientos de las placas en relación con el manto, la verdadera desviación polar y los cambios correspondientes de la paleogeografía restringidos en longitud para todo el Fanerozoico, aunque el origen y la estabilidad a largo plazo de las LLSVP son objeto de un debate científico en curso.

#### Parametrizaciones geométricas de trayectorias de desplazamiento polar aparente
Los polos de Euler paleomagnéticos derivados de la geometrización de las trayectorias de desplazamiento polar aparente (APWP) permiten potencialmente restringir las paleolongitudes a partir de datos paleomagnéticos. Este método podría extender las reconstrucciones del movimiento absoluto de las placas profundamente en la historia geológica siempre que haya APWP confiables.

### Pistas de puntos de acceso

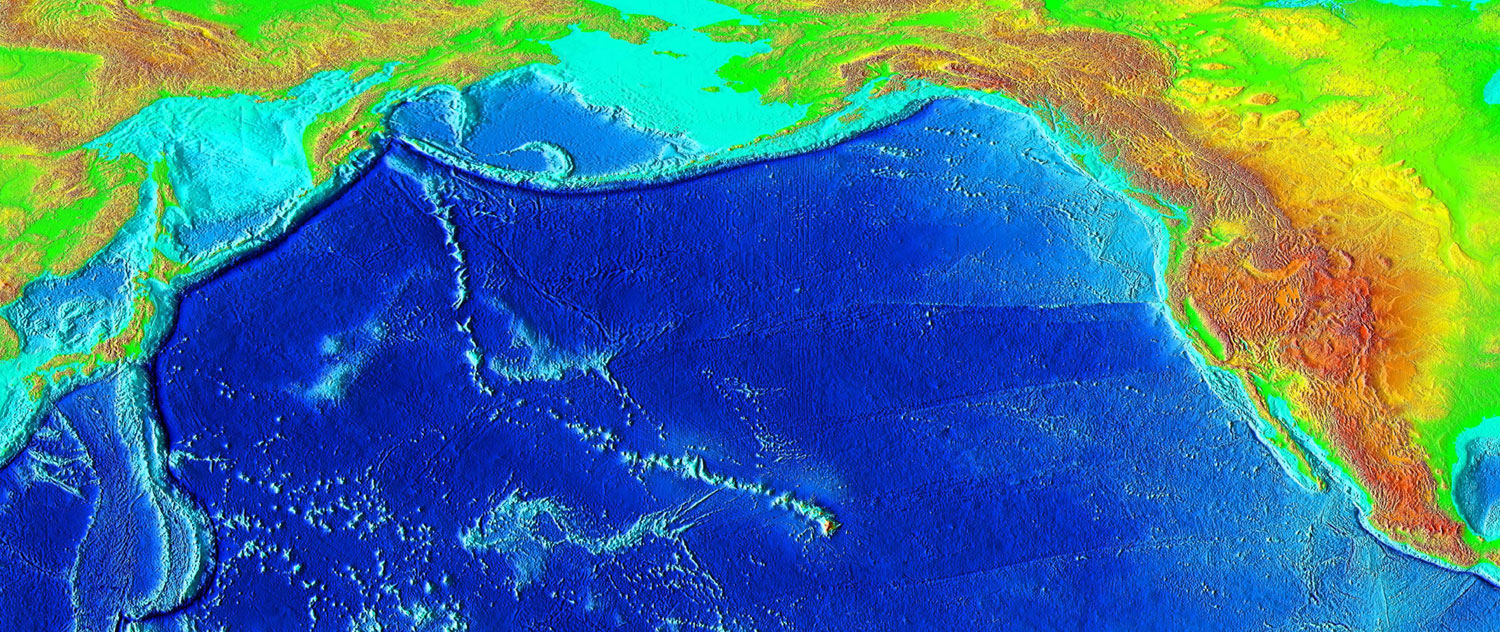
La cadena de montes submarinos Hawái-Emperador

La presencia de cadenas de islas volcánicas y montes submarinos que se interpreta como formados a partir de puntos calientes fijos permite que la placa en la que se asientan se restaure progresivamente, de modo que un monte submarino se mueve nuevamente sobre el punto caliente en el momento de su formación. Este método se puede utilizar hasta el Cretácico Inferior, la edad en la que se encuentra la evidencia más antigua de actividad de puntos calientes. Este método proporciona una reconstrucción absoluta tanto de la latitud como de la longitud, pero hay evidencia de movimiento relativo entre grupos de puntos calientes.

### Restricciones de losa
Una vez que las placas oceánicas se subducen en el manto inferior (losas), se supone que se hunden de manera casi vertical. Con la ayuda de la tomografía de ondas sísmicas, esto se puede utilizar para limitar las reconstrucciones de placas de primer orden hasta el Pérmico.

## Otras evidencias de configuraciones de placas pasadas

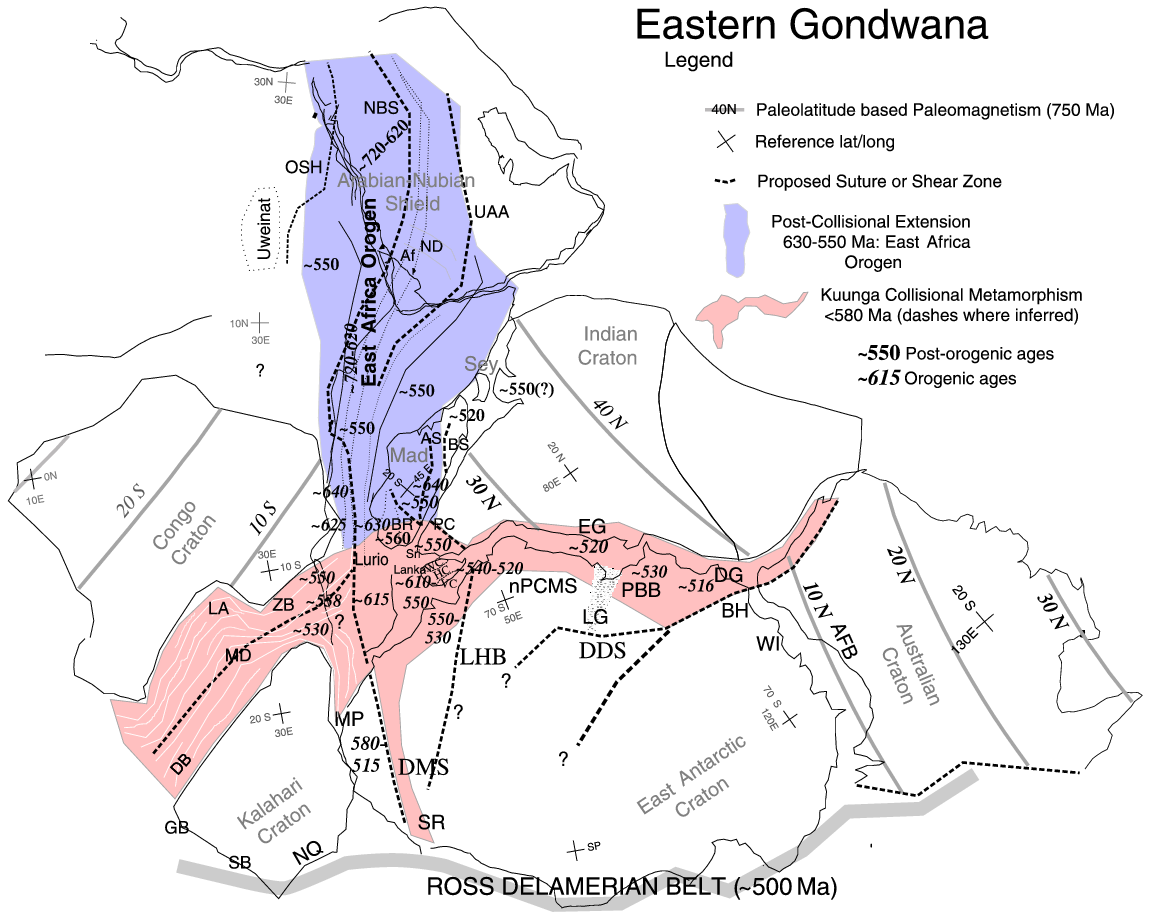
Reconstrucción del este de Gondwana que muestra la posición de los cinturones orogénicos

Algunas reconstrucciones de placas están respaldadas por otras evidencias geológicas, como la distribución de los tipos de rocas sedimentarias, la posición de los cinturones orogénicos y las provincias faunísticas mostradas por fósiles particulares. Se trata de métodos semicuantitativos de reconstrucción.

### Tipos de rocas sedimentarias
Algunos tipos de rocas sedimentarias están restringidos a ciertos cinturones latitudinales. Los depósitos glaciares, por ejemplo, suelen estar confinados a latitudes altas, mientras que las evaporitas se forman generalmente en los trópicos.

### Provincias faunísticas
Los océanos entre los continentes proporcionan barreras a la migración de plantas y animales. Las áreas que se han separado tienden a desarrollar su propia fauna y flora. Esto es particularmente cierto para las plantas y los animales terrestres, pero también es cierto para las especies marinas de aguas poco profundas, como los trilobites y los braquiópodos, aunque sus larvas planctónicas pudieron migrar a través de aguas profundas. A medida que los océanos se estrechan antes de que ocurra una colisión, las faunas comienzan a mezclarse nuevamente, lo que proporciona evidencia que respalda el cierre y su cronología.

### Cinturones orogénicos
Cuando los supercontinentes se rompen, las estructuras geológicas lineales más antiguas, como los cinturones orogénicos, pueden dividirse entre los fragmentos resultantes. Cuando una reconstrucción une efectivamente cinturones orogénicos de la misma edad de formación, esto proporciona mayor respaldo a la validez de la reconstrucción.